# KIC 9696936
KIC 9696936 — тьмяна зоря спектрального класу GV на межі сузір'їв Лебедя та Ліри.
2014 року одеські астрономи присвятили цю зорю «Putin-Huilo!» й отримали в благодійному фонді відповідний сертифікат.
У вхідному каталозі орбітального телескопа «Кеплер» зоря має позначення KIC 9696936, а в каталозі Tycho-2 — TYC3541-945-1.

## Присвячення
У каталозі некомерційної організації «White Dwarf Research Corporation» зоря ідентифікується за позначенням у Kepler Input Catalog і присвячена Putin-Huilo!, що було зроблено в межах проекту «Pale Blue Dot»/. Назву надано українськими астрономами на прохання одеських активістів на честь народної приспівки «Путін — хуйло»..
У проекті Pale Blue Dot за невелику пожертву на фінансування астрономічних досліджень можна присвятити зорю кому завгодно й отримати сертифікат із відповідним присвяченням. Із цього приводу Тревіс Меткалф (англ. Travis Metcalfe), засновник проекту Pale Blue Dot, заявив: «У нас немає ніяких планів щодо цензури присвячення зір. Ми цінуємо підтримку науки».
Міжнародний астрономічний союз категорично відмежовується від такої комерційної практики, тому назва Putin-Huilo! не має ніякого формального чи офіційного значення.